# Райсько (Західнопоморське воєводство)
Райсько (пол. Rajsko) — село в Польщі, у гміні Реч Хощенського повіту Західнопоморського воєводства.
Населення — 47 осіб (2011).
У 1975-1998 роках село належало до Гожовського воєводства.

## Демографія
Демографічна структура станом на 31 березня 2011 року:
|          | Загалом | Допрацездатний вік | Працездатний вік | Постпрацездатний вік |
| -------- | ------- | ------------------ | ---------------- | -------------------- |
| Чоловіки | 29      | 6                  | 20               | 3                    |
| Жінки    | 18      | 4                  | 9                | 5                    |
| Разом    | 47      | 10                 | 29               | 8                    |